# Villiers-le-Sec (Val-d’Oise)
Villiers-le-Sec egy község Franciaországban. Lakosainak száma 198 fő (2022. január 1.).

## Földrajza
Villiers-le-Sec Épinay-Champlâtreux, Attainville, Belloy-en-France, Mareil-en-France, Le Mesnil-Aubry és Villaines-sous-Bois községekkel határos.